# لوجك
سير روبرت برايسون هال II (بالإنجليزية: Sir Robert bryson hall  II) هو مغنيراب ومغني وكاتب أغاني ومنتج، ولد في 22 يناير سنة 1990 بغايثرسبيرغ، ماريلاند.بدأ مشواره الفني سنة 2009 بإطلاق مجموعة من الأغاني والتسجيلات ومن ثم إتخذي مسارا احترافيا بعد تعاقده مع شركة تسجيلات أمريكية، أطلق لوجيك أولي ألبوماته سنة 2014 تحت اسم «تحت الضغط» (بالإنجليزية: under pressure) الذي إحتل المركز الرابع في ترتيب الألبومات الأمريكية بيلبورد200 إضافة لنيله لشهادة الذهبية من رابطة صناعة التسجيلات الأمريكية وبيعه لأكثر من 171,000 نسخة من الألبوم ، ثاني ألبومات لوجيك حمل اسم «القصة الحقيقية المدهشة»(بالإنجليزية: the incredible true story) وصدر في سنة 2015 محرزا ردود فعل إيجابية من النقاد، بيع منه مايقارب 185,000 نسخة كما حاز علي الشهادة الذهبية من رابطة صناعة التسجيلات الأمريكية.أطلق أخر ألبومات لوجيك في سنة 2016 باسم «الجميع»(بالإنجليزية: everybody) الذي أدي فيه مجموعة من الأغاني كان أخرها أغنية "8266_273_800_1" رفقة المغنية أليسيا كارا وخاليد سنة 2017.
واطلق البوم في بدايه سنه 2018 قالب:Bobby Tarantino II وفي الربع الاخير من 2018 أطلق البوم قالب:Young Sinatra IV وفي سنه 2019 اصدر كتاب بعنوان قالب:Supermarket والبوم أيضاً بنفس الاسم قالب:Supermarket ثم بعدها بفتره قصيره اصدر البوم قالب:Confusion of a dengrous mind

## نشأته
ولد «لوجك» (بالإنجليزية: logic) في 22 يناير من سنة 1990 لأب من أصول إفريقية وأم ذا أصل قوقازي وكانا مدمنين علي المخدرات والكحول، ونشأ وتربي في أحد أحياء ماريلاند الفقيرة في منطقة يعيش ربع سكانها تحت عتبة الفقر نصفهم من المراهقين ومن هم دون التاسعة عشر عاما.شاهد خلال فترة مراهقته شقيقه يصنع ويبيع المخدرات في الأحياء المجاورة.حتي أنه شاهده يبيعها لوالدهما، أثناء فترة دراسته إرتاد لوجك مدرسة «غايثرسبورغ» (بالإنجليزية: Gaithersburg) ولم يتخرج منها بسبب انقطاعه المستمر عن الدراسة وهروبه منها.

## روابط خارجية
- لوجك على موقع IMDb (الإنجليزية)
- لوجك على موقع ميوزك برينز (الإنجليزية)
- لوجك على موقع أول ميوزيك (الإنجليزية)
- لوجك على موقع ديسكوغز (الإنجليزية)
- لوجك على موقع ديسكوغز (الإنجليزية)
- لوجك على موقع قاعدة بيانات الفيلم (الإنجليزية)